# ألف براون
ألف براون (بالإنجليزية: Alf Brown)‏ هو صحفي أسترالي، ولد في 6 فبراير 1914، وتوفي في 28 يوليو 2002.